# Santa Helena kommun, Paraíba
Santa Helena är en kommun i Brasilien.   Den ligger i delstaten Paraíba, i den östra delen av landet, 1 400 km nordost om huvudstaden Brasília. Antalet invånare är 5 369.
Omgivningarna runt Santa Helena är huvudsakligen savann. Runt Santa Helena är det ganska glesbefolkat, med 29 invånare per kvadratkilometer.